# Ruvhten sijte
Ruvhten sijte eller Ruvhten sameby (tidigare: Tännäs sameby), är en sydsamisk sameby i västra Härjedalen, belägen huvudsakligen inom Tännäs socken, den sydligaste delen dock inom Linsälls socken i Härjedalens kommun.
Ruvhtens sameby är en av Sveriges totalt 51 samebyar. I nordväst sträcker sig Ruvhtens område upp till Gröndalen och Grönfjället norr om Fjällnäs. Malmagen, Rutfjället, Vättafjället, Rödfjället samt Brattriet ligger inom samebyns område, vilket avgränsas av norska gränsen i väster. Sjön Rogen och Rogens naturreservat ingår i Ruvhten sameby. Det gör även området i sydost kring byarna Brändåsen, Högvålen och Sörvattnet.

## Historia
Den sydsamiska befolkningen inom Ruvhten sijte finns främst i Sörvattnet, Högvålen samt Brändåsen. Befolkningen förflyttades till Brändåsen i samband med regleringen av Ljusnan.